# شرم رابغ
شرم رابغ مُسطح مائي، يطلع على البحر الأحمر.

## الموقع
يقع إلى الجنوب الشرقي مباشرة من مدينة رابغ القديمة، ويبدو الشكل العام له على هيئة بحيرة مثلثية تتجه قاعدتها نحو خط الساحل حيث توجد فتحة الشرم٬ بينما يتجه أرسها نحو اليابسة بطول 5.5 كم٬ وكما سبقت الإشارة تكاد أضلاع مثلث البحيرة تتساوى٬ وقد استغل الشرم حاليًا لإنشاء ميناء ومنطقة صناعية لمدينة رابغ بعد أن تم تنظيفه من الشعاب المرجانية والرواسب الأخرى.
شق الشرم مجراه المتعامد على خط الساحل ضمن صخور شعابية مرجانية٬ بينما نشأت المساحات الأخرى للبحيرة الساحلية أو أفرع الشرم الأخرى الموازية لخط الساحل خلف الشعاب المرجانية وذلك في الحد الفاصل بينها وبين رواسب الحصى والطين النهري٬ وتزيد الأعماق في الشرم مع الاتجاه نحو فتحة الشرم على البحر٬ حيث تشير خطوط كنتور الأعماق إلى عمق يزيد على 20 متر وربما أكثر من ذلك.